# Drimia maritima
La scilla marittima, nota anche come cipolla marina, (Drimia maritima (L.) Stearn, 1978) è una pianta della famiglia delle Asparagacee caratteristica del bacino del Mediterraneo, che vive allo stato selvatico in prossimità delle coste.
In agosto, nella macchia mediterranea costiera, si possono notare dei pennacchi bianchi, alti un paio di metri, che ondeggiano nel vento: è l'infiorescenza di questo bulbo, che spesso nella cultura popolare segna la fine dell'estate e le prime piogge autunnali.

## Descrizione

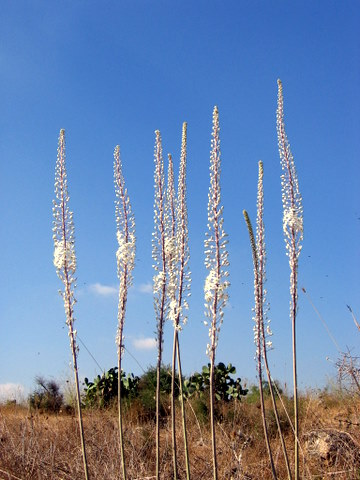
Infiorescenza

Pianta erbacea perenne dotata di un grosso bulbo tunicato, dal diametro compreso fra 10 e 20 cm, il cui peso può arrivare a diversi chili. A fine estate emette uno scapo fiorifero, eretto, alto anche due metri, di colore violaceo che termina in un lungo grappolo di fiori bianchi, peduncolati e formati da sei tepali ovali. L'apertura dei fiori avviene per fasce, dal basso verso l'alto.

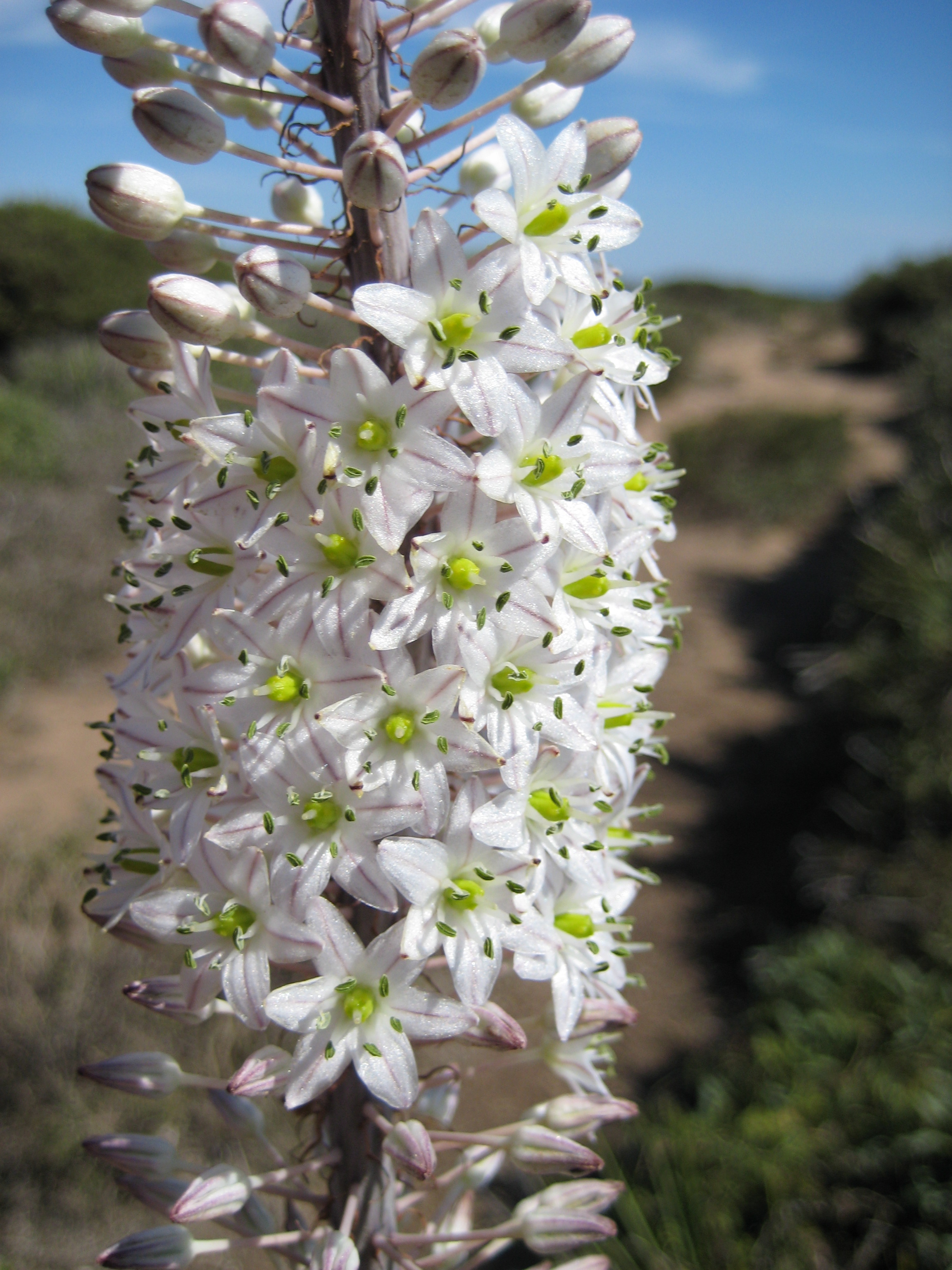
Fiori di scilla in Sardegna

Le foglie, molli e carnose, escono dopo la fioritura in rosetta basale, e durano fino all'estate seguente.
Il frutto è una capsula membranosa ellittica triloculare contenente molti semi.
Ne esistono due varietà: la scilla femmina, o bianca (var. alba), di dimensioni minori, e la scilla rossa (var. rubra) il cui bulbo può arrivare a 3–4 kg e le dimensioni di un melone. La distinzione si riferisce al colore delle squame bulbari.

## Distribuzione e habitat
Pianta tipicamente mediterranea, è diffusa in Portogallo, Spagna, Francia, Italia e Marocco.
Allo stato spontaneo non si allontana che poco dal mare, dove si interra nella sabbia o fra le rocce.

## Usi
Come altre Scille e Urginee, è una pianta che si fa apprezzare per la bellezza dei fiori e del portamento. A differenza di molte specie simili, è in grado di affrontare l'inverno fuori dalla serra, come dimostra la sua presenza fra la flora spontanea delle coste del Mediterraneo.
Storicamente comunque, l'interesse per questa pianta, più che per le sue caratteristiche ornamentali, si è concentrato sulle virtù medicinali.

### Usi medicinali
La parte interessante è il bulbo, che viene raccolto in agosto, prima della fioritura, tagliato a fette ed essiccato. Il bulbo è velenoso, specie fresco.
Principi attivi (contenuti nel bulbo): 
1. glucosidi come scillarene-A e scillarene-B, glucoscillarene, scilliglaucoside
2. urginina
3. safoscillina
4. scillipicirina
5. scillitossina
6. scillina
7. poliosi
8. mucillagine
9. ossalato di calcio.

Conosciuta fin dai tempi di Ippocrate e Galeno, viene ricordata per la sua azione diuretica da Teofrasto e Plinio. Nel XVIII secolo si scoprirono le sue proprietà cardiotoniche, simili a quelle della digitale. Utilizzato anche nella cura dell'asma.
Il bulbo è talvolta utilizzato come veleno per topi, i quali attirati dall'odore aromatico, affondano i denti e rapidamente giungono alla morte. In particolare, la varietà rossa contiene lo scilliroside, un potente topicida.